# Manchester (Georgia)
Manchester es un pueblo ubicado en el condado de Meriwether en el estado estadounidense de Georgia. En el censo de 2000, su población era de 3.988.

## Demografía
En el 2000 la renta per cápita promedia del hogar era de $25,842, y el ingreso promedio para una familia era de $31,988. El ingreso per cápita para la localidad era de $14,339. Los hombres tenían un ingreso per cápita de $25,942 contra $21,484 para las mujeres.

## Geografía
Manchester se encuentra ubicado en las coordenadas 32°51′22″N 84°37′3″O / 32.85611, -84.61750 (32.856111, -84.6175).
Según la Oficina del Censo, la localidad tiene un área total de 14,8 km² (5,7 mi²), de la cual 14,8 km² (5,7 mi²) es tierra y 0 km² (0 mi²) (0.00%) es agua.